# Pietro Casani
Pietro della Natività di Maria, al secolo Pietro Casani (Lucca, 8 settembre 1572 – Roma, 17 ottobre 1647), è stato un presbitero italiano dell'ordine dei Chierici regolari poveri della Madre di Dio delle scuole pie. È stato beatificato da papa Giovanni Paolo II nel 1995.

## Biografia
Nacque a Lucca da nobile famiglia l'8 settembre 1572. Nel 1594 entrò nella congregazione dei Chierici regolari della Madre di Dio, fondata da san Giovanni Leonardi, che lo scelse come suo collaboratore. Restò per ventitré anni nella Congregazione, che nel 1614 si fuse con i religiosi delle Scuole Pie (comunemente chiamati Scolopi), Ordine fondato nel 1597 da san Giuseppe Calasanzio, con il quale condivideva l'amore per la povertà. Nel 1617 l'unione fu però sciolta, e Pietro Casani passò definitivamente all'Ordine delle Scuole Pie. 
Nello stesso anno prese l'abito religioso e il nome di Pietro della Natività di Maria, diventando il principale collaboratore del Calasanzio nella diffusione delle Scuole Pie in Italia e in Germania. Nel 1627 si trasferì a Napoli, dove divenne Rettore della Casa della Duchesca, già fondata dal Calasanzio. Morì il 17 ottobre 1647 a Roma, le sue spoglie riposano accanto a quelle del Calasanzio, morto dieci mesi dopo. Mentre era ancora in vita, furono registrati ventiquattro fatti miracolosi da lui operati. Alla fama di santità contribuirono i suoi esorcismi, preghiere con le quali si chiede a Dio, con l'intercessione di Maria e di alcuni santi, la liberazione da ogni male del corpo e dello spirito.

## Culto
È stato proclamato beato da papa Giovanni Paolo II nel 1995. Il suo elogio si legge nel Martirologio romano al 17 ottobre.